# Nasusina vaporata
Nasusina vaporata är en fjärilsart som beskrevs av Richard F. Pearsall 1912. Nasusina vaporata ingår i släktet Nasusina och familjen mätare. Inga underarter finns listade i Catalogue of Life.